# Møller
Møller je danski priimek, ki se nanaša na poklic mlinarja (priimek Mlinar), kar je enakovredno škotsko/angleškemu Miller, nemškemu Müller ipd. Danski emigranti v angleško govorečih deželah so velikokrat pisali svoj priimek Miller, Moller ali Moeller.
- Carl Møller (1887—?), danski veslač.
- Christian Møller (1904—1980), danski kemik in fizik.
- Erik Møller (1909 —2002), danski arhitekt.